# Dušan Perniš
Dušan Perniš (ur. 28 listopada 1984 w Nitrze) – słowacki piłkarz występujący na pozycji bramkarza. Od 2017 gra w Beroe Stara Zagora.

## Kariera klubowa
Dušan Perniš zawodową karierę rozpoczął w trakcie sezonu 2003/2004, kiedy to został zawodnikiem klubu ZŤS Dubnica. Wywalczył sobie tam miejsce w podstawowym składzie, po czym odszedł do MŠK Žilina. Zajął z klubem 4. miejsce w rozgrywkach Corgoň Ligi, a następnie został wypożyczony do drużyny FC Senec. Grał tam w rundzie jesiennej sezonu 2006/2007, a potem, również na zasadzie wypożyczenia, przeniósł się do Dubnicy. Perniš występował w zespole do końca rozgrywek, ale ostatecznie pozostał w tym klubie także na kolejny sezon.
Latem 2008 roku zawodnik powrócił do MŠK Žilina i zdobył z nim wicemistrzostwo kraju. W lipcu 2009 roku Perniš podpisał kontrakt ze szkockim Dundee United, jednak zgodnie z umową, został jego piłkarzem dopiero w styczniu 2010 roku. W nowym klubie zadebiutował podczas wygranego 2:0 meczu Pucharu Szkocji z Partick Thistle. W lidze po raz pierwszy wystąpił w zwycięskim pojedynku przeciwko Hamilton F.C. (1:0). Od początku pobytu w Dundee, Perniš stał się jego podstawowym zawodnikiem i wywalczył Puchar Szkocji (sezon 2009/2010).
2 sierpnia 2012 roku Słowak podpisał roczną umowę z opcją przedłużenia o dwa lata z Pogonią Szczecin. W połowie 2013 roku przeniósł się do Slovan Bratysława, skąd wypożyczono go do FC Nitra. w sezonie 2015/2016 grał w PAE Iraklis 1908. W 2017 przeszedł do Beroe Stara Zagora.

## Kariera reprezentacyjna
Perniš uczestniczył w Młodzieżowych Mistrzostwach Świata 2003, na których był rezerwowym bramkarzem. W seniorskiej reprezentacji Słowacji zadebiutował 12 sierpnia 2009 roku w zremisowanym 1:1 towarzyskim spotkaniu z Islandią. W 2010 roku Vladimír Weiss powołał go do 23–osobowej kadry na Mistrzostwa Świata w RPA.